# 永野善一
永野善一（日语：永野 善一，1972年9月19日—），日本男性配音員。出身於京都府京都市。身高170cm。AB型血。
Mausu Promotion所屬，2012年以前加入Mausu之前原屬Media Force。

## 人物
擅長方言：關西方言。以前是小野健一主宰劇團「演劇部隊Chatter Gang」的團員，2007年退出。
暱稱。其暱稱來自以前劇團的同事說他的長相很像雙人搞笑組合DOWN TOWN的濱田雅功。

## 演出作品

### 電視動畫
1994年
- 小紅帽恰恰（桑塔）

1995年
- 守護天使莉莉佳（妖怪）

1996年
- 烏龍派出所（平、次長、和尚 等）
- 玩偶遊戲（導演）
- 浪客劍心（阿武隈四入道、兵隊、男子、喜八）

1997年
- （村長、小偷、長官）

1998年
- 烏龍派出所（淺草西署長）
- 熱沙霸王甘達拉（日语：熱沙の覇王ガンダーラ）（基利亞）
- 機甲發明小子（村長）

1999年
- 神八劍傳（日语：神八剣伝）（拉斯、康吉）
- 烏龍派出所（景子的父親）
- HUNTER×HUNTER (1999年版)（凶狐狸〈小孩〉、拓鬥、裘、試験官、奇犽住家執事、沙達索、庫洛洛·魯西魯）
- 變形金剛Neo（日语：ビーストウォーズネオ 超生命体トランスフォーマー）（攻撃指揮官薩拜布）
- 仙魔大戰2000（日语：ビックリマン2000）（不運試子、吸水鬼、老齡X）
- 徽章戰士（ナマコ）

2000年
- 小魔女DoReMi♯（なまはげ、工作人員、正義黃戰士 等）
- 烏龍派出所（導演、金取、宅配所老爹、現場導演）
- 網路安琪兒 (第2期)（監督、播報員、係員、警備員）
- 咕嚕咕嚕魔法陣 心跳傳說（吉奇塔）
- 變形金剛 Car Robot（日语：トランスフォーマー カーロボット）
- 無力君（日语：へろへろくん）（怕怕）
- 遊☆戲☆王 怪獸之決鬥（Mr. 克洛凱特）
- （安德魯“德魯”皮克爾斯）

2001年
- 仰天人間（日语：仰天人間バトシーラー）（貓又丸&鬼影／／）
- 刃牙（李猛虎、博士、末堂厚）
- 宇宙戰士零（日语：コスモウォーリアー零）（賽斯·沃達、亞克瑟達）
- 烏龍派出所（犯人、用務員、茶屋、施主、社員）
- 數碼寶貝03馴獸師之王（奇蛙獸）
- 網球王子（東方雅美）
- 大～集合！小魔女DoReMi（奇怪生物 等）

2002年
- 大～集合！小魔女DoReMi（壽司店顧客、正義黃戰士 等）
- Gun Frontier（日语：ガンフロンティア (漫画)）（小役人、護衛、槍手 等）
- 銀河戰警（密輸船員）
- 幻魔大戰 神話前夜之章（日语：幻魔大戦 神話前夜の章）
- 烏龍派出所（財界人、監督、白山、部下）
- 真·女神轉生 惡魔之子 光之書&闇之書（艾雷斯）
- 數碼寶貝04無限地帶（喪屍撒旦獸、蘑菇獸）
- 飆悍射將（佐古俊也）
- 大頭狗仔隊（日语：ふぉうちゅんドッグす）（馬塔夫、弗雷薩、警犬 等）
- 狐狸秀丸（日语：フォルツァ!ひでまる）（八之助）
- 尋找滿月（基頓、高橋、校長先生 等）
- 哨聲響起（畑六助）
- Bom Bom 彈珠人太空戰士（邦戈）
- 魔王但丁（日语：魔王ダンテ）（卡苶）
- WILD 7 another 謀略運河（日语：ワイルド7）（4t[6]）

2003年
- 妮嘉尋親記（海賊、警官、船員）
- L/R -Licensed by Royal-（日语：L/R -Licensed by Royal-）（側近）
- 烏龍派出所（薩凡納刑事、刑務官、塚本、上班族、委員、導演、強盗）
- 貯金大冒險（バサシ）
- 魔法少年賈修（龐克王牌、不良 等）
- SUBMARINE SUPER 99（日语：潜水艦スーパー99）（X-187司令官）
- 灰姑娘男孩（日语：シンデレラボーイ）（老鼠、卡羅的部下、旁白、士兵A）
- PAPUWA（羅德[7]）

2004年
- 愛你寶貝★★（坂下美紀的父親）
- 丸少爺（大人）
- GANTZ（中島康介）
- 吟遊默示錄（哈爾貝特王弟殿下）
- 攻殻機動隊 S.A.C. 2nd GIG（SWAT隊員）
- 烏龍派出所（團長、攝影失、中川英世、社員B）
- 次元艦隊（河本兵曹長、鳥海艦長）
- 去吧！墮落三人組（日语：ズッコケ三人組#アニメ『それいけ! ズッコケ三人組』）（店主A、久保田、佐竹左門）
- B傳說！戰鬥彈珠人（傑克船長）
- 光之美少女（強盗）
- 流星戰隊Musumet（機長）
- 遊☆戲☆王 怪獸之決鬥GX（江戶川遊離）

2005年
- 極限女孩（工作人員）
- 韋駄天翔（手下B、男子D）
- 我愛美樂蒂（部審査員）
- Gallery Fake（日语：ギャラリーフェイク）（廣播）
- B傳說！戰鬥彈珠人 炎魂（庫克·萊特里）
- 光之美少女 Max Heart（人力車男子）
- 奇幻兒童（近衛兵）
- BLOOD+
- 蟲師（村人）

2006年
- 飛輪少年（士魂）
- 少女愛上姊姊（久石、黑服）
- 我愛美樂蒂：轉轉旋律魔法牌（顧問、章魚燒屋店主）
- Gift ～eternal rainbow～（高壓1）
- 人造昆蟲KABUTOBORG V×V（モンテスキュー）
- 爆球Hit！轟烈彈珠人（大黑銀藏、釧路和夫）
- 工作狂人，又譯工作女王（職人E）
- 仰望半月的夜空（戎崎裕一的父親、老人、醫生）

2007年
- Yes！光之美少女5（營運人員）
- 我愛美樂蒂：輕鬆舒暢♪（秀馬）
- 萌少女的戀愛時光（管理人）
- 戀愛情結（學生）
- 悲慘世界 少女珂賽特（柯修巴、警察官B）
- Robby & Kerobby（日语：ロビーとケロビー）（父王、中華滿屋、裁判長 等）

2008年
- BLEACH（貫井半左）
- 波菲的漫長旅程（蘿絲的前男友）

2009年
- 涼宮春日的憂鬱 (2009年版)（面具店老爹）
- 東京地震8.0（海上保安官）

2010年
- 傳說的勇者的傳說（克利亞多伯爵）

2011年
- 電視漫畫 昭和物語

2012年
- 緋色的碎片（蘆屋正隆）
- 緋色的碎片 第二章（蘆屋正隆[8]）
- 軍火女王 PERFECT ORDER（如月）

2014年
- Aikatsu！偶像活動！（長澤利夫）
- 少年好萊塢 -HOLLY STAGE FOR 49-（日语：少年ハリウッド）（風見真一）
- 笑傲曇天（罪人）
- 劍靈 Blade & Soul（中年官吏）
- 目隱都市的演繹者（白服A）

2015年
- 少年好萊塢 -HOLLY STAGE FOR 50-（日语：少年ハリウッド）（風見真一）
- 哆啦A夢 (水田山葵版)（醉漢、醫師）

2017年
- 從前有座靈劍山 通往睿智的資格（村莊男子、守衛、村民、長老、看守）
- 天使的3P！（島民A、演員A）
- 此花綺譚（與平）

2018年
- LOST SONG（看守）
- 忍者亂太郎（看守）
- 銀河英雄傳說 Die Neue These 邂逅（格列多溫·史考特）
- 雷頓神秘偵探社 ～卡特莉的解謎事件簿～（吉利安·默多克）
- 進擊的巨人 (第3期)（弗利爾）
- OVERLORD III（巴傑德·佩什梅）
- 高分少女（艾德蒙·本田（日语：エドモンド本田））

2019年
- 魔法少女特殊戰明日香（波瓦爾）

2020年
- 更多！怪傑佐羅利（盧巴利）

2021年
- 工作細胞BLACK（肺炎鏈球菌、紅血球）

2022年
- 魔法使黎明期（托雷斯·納達·卡迪歐）

2023年
- 永久少年 Eternal Boys（幹本和也）

### OVA
1996年
- 超人學園（日语：超人学園ゴウカイザー）（機動隊隊長）

2001年
- R.O.D -READ OR DIE-（馬倫）

2002年
- HUNTER×HUNTER ORIGINAL VIDEO ANIMATION（庫洛洛·魯西魯）

2003年
- HUNTER×HUNTER GREED ISLAND（交換店店員）

2004年
- 小魔女DoReMi 童年秘密篇[[[Wikipedia:格式手册/链接#章節|錨點失效]]]（中村太郎）
- 低俗靈DAYDREAM（日语：低俗霊DAYDREAM）（舎弟、店員）
- HUNTER×HUNTER G·I Final（庫洛洛·魯西魯、朵普爾）

2006年
- amazing nuts！
  - （長官）
  - （鈴木、韓國記者）
  - Joe and Marilyn（契洛斯）

2007年
- 萌少女的戀愛時光 ～休息時間～（遊戲聲音〈男性〉）
- 戰術魔法士（日语：ストレイト・ジャケット）（法哥）

### 電影動畫
1995年
- 超時空要塞7：銀河在呼喚我！（士兵A）

2001年
- （衛兵）

2002年
- 數碼寶貝04無限地帶：古代數碼寶貝復活（夜叉獸）

2005年
- 劇場版 網球王子 跡部的禮物 ～獻給你的網王祭～（東方雅美）

### 網路動畫
2010年
- TRIPTREK（魔王阿沛葛）

2015年
- NINJA SLAYER忍者殺手（工場破壞者、籠手）

2018年
- Mausu動物園（太平洋黑鮪的善一）

### 遊戲
1995年
1997年
- The Masters Fighter（日语：ザ・マスターズ・ファイター）（坂本辰之助）

2000年
- （薩格納斯）

2003年
- 十二國記 -紅蓮之標 黃塵之路-（衛士）

2004年
- 魔法少年賈修 激鬥！最強的魔物們（日语：金色のガッシュベル!! 激闘!最強の魔物達）（龐克王牌）
- 魔法少年賈修 友情的電擊2（日语：金色のガッシュベル!! うなれ!友情の電撃2）（龐克王牌）
- 網球王子 2005 CRYSTAL DRIVE（東方雅美）
- 網球王子 RUSH & DREAM！（東方雅美）

2005年
- 戀獄 ～魂之苦惱～（赤尾生馬）
- 魔法少年賈修 友情搭檔作戰2（日语：金色のガッシュベル!! 友情タッグバトル#金色のガッシュベル!! 友情タッグバトル2）（龐克王牌）
- 魔法少年賈修 友情的電撃 Dream Tag Tournament（日语：金色のガッシュベル!! うなれ!友情の電撃 ドリームタッグトーナメント）（龐克王牌）
- 魔法少年賈修 魔鬼對戰（龐克王牌）
- Tales of Breaker（日语：テイルズ オブ ブレイカー）（巴格、聖史蒂芬IV世）
- 人中之龍

2006年
- 聖靈之心（米凱〈米開朗基羅〉）
- （内藤篤志）
- 任俠傳 渡世人一代記（石井辰之進）
- 緋色的碎片（蘆屋正隆）
- 耽美夢想2 ～榮耀正義與愛～（革命軍）

2007年
- 亞迦雷斯特戰記（波庫奈特、阿爾貝堤〈中年時期〉）
- 網球王子 CARD HUNTER（東方雅美）
- 緋色的碎片 ～在那片天空下～（蘆屋正隆）
- 超傑交融（戴力拉）

2008年
- 聖靈之心2（米凱〈米開朗基羅〉）
- 超級機器人大戰Z
- School Days L×H（不明）
- 快打旋風IV（艾德蒙·本田）
- 蒼黑之楔 緋色的碎片3（蘆屋正隆）

2009年
- 亞迦雷斯特戰記ZERO（艾瑞亞傑爾）
- 好厲害！聖靈之心2（米凱〈米開朗基羅〉）
- 網球王子 雙人王子 GIRLS, BE GRACIOUS！（東方雅美）
- 緋色的碎片 DS（蘆屋正隆）

2010年
- 超級快打旋風IV（艾德蒙·本田）

2011年
- 聖靈之心3（米凱〈米開朗基羅〉）

2012年
- 蒼黑之楔 緋色的碎片3 迎向明天（蘆屋正隆）

2013年
- 聖靈之心3 LOVE MAX!!!!!（米凱〈米開朗基羅〉）

2014年
- 終極快打旋風IV（艾德蒙·本田[9]）
- 邊緣禁地：續集前傳（威爾海姆）
- 劍靈 Blade & Soul（培爾·伊多）

2015年
- 疾走王子（山根勝司、黑部加紋[10]）

2016年
- 逆轉奧賽羅尼亞（火炎德雷克）

2017年
- 問答RPG 魔法使與黑貓維茲（賈比·烏德魯姆）
- 終極快打旋風II -The Final Challengers-（艾德蒙·本田（日语：エドモンド本田））

2019年
- 魔法少年賈修 Golden Memories（龐克王牌[11]）
- 快打旋風V（艾德蒙·本田）
- 火焰之紋章 風花雪月（寇斯塔斯）
- 寶可夢大師（連武）

2020年
- 人中之龍7 光與闇的去向
- 聖劍傳說3 瑪娜試煉（妖精王、沙羅曼達）
- 奇異人生2（亞瑟·彼德遜）

### 廣播劇CD
- 偶像大師（記者、節目主持人）
- （久瀨、霧崎重藏）
- 醜小鴨王子（日语：あひるの王子さま）（御宅A）
- 上海妖魔鬼怪（日语：上海妖魔鬼怪）（妖魔）
- 7SEEDS 幻海奇情 II（枯園睦月）
- SNOW 第3卷 <LEGEND STORY>（山賊B）
- switch（日语：Switch (naked_apeの漫画)）（攝影師、修司）
- 英國妖異譚（伊旺·伏拉迪米爾）
- 修羅場戀人！（旁白）
- 人材派遣CCC （雞十三）
- 我喜歡你！ 上、下卷（池田遼太郎）
- 瀨戶的花嫁（組員1）
- 美夢俱樂部（日语：ドリームクラブ） 廣播劇CD vol.1（製作人）
- 嬉皮笑園 ～桃月學園1年D班南國漂流記～篇（熊）
- 日出之狼（山南敬介）

### 網路廣播劇
- 不可視防衛隊  短篇廣播劇（老爹、端山·弟）
  - 同名廣播劇CD的網路廣播物語。
- Lotus Garden -次世代的勇者們-（理事長／旁白）
- livedoor onair
  - 殿下（土屋聖德）
  - 物Fumica
  - TERMINAL STORIES ～快速電車～（廣播）

### 動態漫畫
2017年
- 勇者前線 第一話（古斯塔夫[12]）

### 外語配音

#### 電影
- 驚爆44分鐘（Larry Eugene Phillips Jr.〈Andrew Bryniarski 飾演〉）
- 999-999 Tor Tid Tai (2002年電影)
- 波羅地海海盜 (2006年電影)
- Angel（Brian）
- 海盜傳奇（英语：Blackbeard (2006 film)）（Howard）
- 李小龍 : 死亡遊戲之旅（死者）
- 緊急迫降（英语：Cabin Pressure (film)）
- 刺客殺手 (2014年電影)（Dorio〈Dallas Barnett 飾演〉）
- 絕地引爆（英语：Danger Zone (film)）（Sanders）
- 閃電殺人魚（英语：Deep Shock）
- 血戰阿拉曼（英语：El Alamein: The Line of Fire）
- 夢影童年
- Gunblast Vodka（法语：Gunblast Vodka）
- 伴我走天涯2（成東日〈金正泰 飾演〉）
- 口哨公主
- 人口販子（英语：Human Trafficking）（Richard）
- 跳躍青春（英语：Jump In!）
- 火星公主（英语：Princess of Mars）（Sarka／Sab Than〈Chacko Vadaketh 飾演〉）
- 搖滾黑幫（Mickey〈Ludacris 飾演〉）
- 羅洛和森林精靈
- 太陽攻擊 (2006年電影)（Wade隊長）
- 千面殺機（英语：They Are Among Us）
- Hotet／The Threat（瑞典语：Hotet (2004)）
- 鐵達尼2號（Lilac）
- 重回越戰（英语：Under Heavy Fire）
- 黑鷹計劃2（英语：When Eagles Strike）（Tyler）

#### 電視影集
- CSI犯罪現場：邁阿密
- 達子的春天（南課長）
- 歡樂一家親（Holden Thorpe）
- 波塞冬（吳敏赫〈韓政秀 飾演〉）
- 人間的證明（趙東進〈安內相 飾演〉）
- 法網豪情（Hope巡査）
- 推奴（崔將軍〈韓政秀 飾演〉）
- 聖誕節會下雪嗎
- 原來是美男（馬勳易室長〈金吝勸 飾演〉）

### BLCD
- 色男喜歡金錢（中田）
- 純愛（部長）
- 限近本（課長）
- 黑羽與鵙目（金丸）
- （西川諒太的父親）
- 極道引裂（混混）
- 少年偵探 鹿鳴敬介（助理導演）
- 是-ZE-（三刀成間）
- DARLING3（伊藤）
- 黃昏的花（男性社員1、新聞配達、客人）
- 好人（秘書）
- 東京野蠻人（陣內）
- 薔薇木薔薇花 ～水川抱月事件簿～（瑛光學園校工）
- B級美食倶樂部（沙耶加）
- （竹）
- （課長）
- MOMO♥CAN II ～桃缶II（マスター）
- 有罪（男）
- 誘惑 ～千夜愛溺～（高遠祐馬的父親、遊戲開發部部長、隨員）
- 欲望名愛（本間）
- LOVE SEEKER（バーテンダー）
- （淺倉梁的父親）

### 舞台
- 熱鬧的情歌（堀井）
- 窗際（小岩）
- 緋色小夜曲（松葉直樹）
- 慾動進行曲（革命家）

### 其它
- 俺之空（日语：俺の空_(パチスロ)）（安田清十郎）
- 俺之空 ～蒼藍的正義魂～（日语：俺の空 〜蒼き正義魂〜）（安田清十郎）
- Comic虎之穴廣播部 ～虎Radio～（Comic虎之穴的店內廣播。負責擔任銷售量排行榜的廣播和廣播劇場的演出。）
- 筑波博覽中心（日语：つくばエキスポセンター）（天象儀節目的旁白[13]）
- 東武世界廣場（廣告旁白）
- 武士傳奇Online（日语：ナイトオンライン）（廣告旁白）
- JA全農千葉（廣告旁白）
- ！（旁白）
- BS世界的紀錄片（日语：BS世界のドキュメンタリー）
- 探索頻道
- 國家地理頻道

## 外部連結
- Mausu Promotion公式官網的聲優簡介 （页面存档备份，存于） （日語）